# Stade des Martyrs
Stade des Martyrs de la Pentecôte, znany również jako po prostu Stade des Martyrs i dawniej znany jako Stade Kamanyola – to stadion narodowy położony w dzielnicy Lingwala w Kinszasie, stolicy Demokratycznej Republiki Konga. Używany jest głównie do meczów piłki nożnej, zorganizowano tam również wiele koncertów i zawodów lekkoatletycznych. Wybudowany w 1994 roku. Mieści 80 000 osób.